# Liste des matchs de l'équipe de Moldavie de football par adversaire
Cette liste présente les matchs de l'équipe de Moldavie de football par adversaire rencontré. Lorsqu'une rivalité footballistique particulière existe entre la Moldavie et un autre pays, une page spécifique est parfois proposée.
- Haut – A
- B
- C
- D
- E
- F
- G
- H
- I
- J
- K
- L
- M
- N
- O
- P
- Q
- R
- S
- T
- U
- V
- W
- X
- Y
- Z

## A

### Allemagne
| Date             | Lieu                 | Match                | Score | Compétition                     |
| 14 décembre 1994 | Chișinău Moldavie    | Moldavie - Allemagne | 0 - 3 | Qualifications pour l'Euro 1996 |
| 8 octobre 1995   | Leverkusen Allemagne | Allemagne - Moldavie | 6 - 1 | Qualifications pour l'Euro 1996 |
| 14 octobre 1998  | Chișinău Moldavie    | Moldavie - Allemagne | 1 - 3 | Qualifications pour l'Euro 2000 |
| 4 juin 1999      | Leverkusen Allemagne | Allemagne - Moldavie | 6 - 1 | Qualifications pour l'Euro 2000 |

Bilan
- Total de matchs disputés : 4
- Victoires de l'équipe de Moldavie : 0
- Matchs nuls : 0
- Victoires de l'équipe d'Allemagne : 4
- Total de buts marqués par l'équipe de Moldavie : 3
- Total de buts marqués par l'équipe d'Allemagne : 18

### Andorre
| Date           | Lieu                       | Match              | Score | Compétition  |
| 9 février 2011 | Lagos Portugal             | Moldavie - Andorre | 2 - 1 | Match amical |
| 14 août 2013   | Chișinău Moldavie          | Moldavie - Andorre | 1 - 1 | Match amical |
| 5 mars 2014    | Andorre-la-Vieille Andorre | Andorre - Moldavie | 0 - 3 | Match amical |

Bilan
- Total de matchs disputés : 3
- Victoires de l'équipe de Moldavie : 2
- Matchs nuls : 1
- Victoires de l'équipe d'Andorre : 0
- Total de buts marqués par l'équipe de Moldavie : 6
- Total de buts marqués par l'équipe d'Andorre : 2

### Angleterre
| Date               | Lieu               | Match                 | Score | Compétition                                |
| 1er septembre 1996 | Chișinău Moldavie  | Moldavie - Angleterre | 0 - 3 | Qualifications pour la Coupe du monde 1998 |
| 10 septembre 1997  | Londres Angleterre | Angleterre - Moldavie | 4 - 0 | Qualifications pour la Coupe du monde 1998 |
| 7 septembre 2012   | Chișinău Moldavie  | Moldavie - Angleterre | 0 - 5 | Qualifications pour la Coupe du monde 2014 |
| 6 septembre 2013   | Londres Angleterre | Angleterre - Moldavie | 4 - 0 | Qualifications pour la Coupe du monde 2014 |

Bilan
- Total de matchs disputés : 4
- Victoires de l'équipe de Moldavie : 0
- Matchs nuls : 0
- Victoires de l'équipe d'Angleterre : 4
- Total de buts marqués par l'équipe de Moldavie : 0
- Total de buts marqués par l'équipe d'Angleterre : 16

### Autriche
| Date             | Lieu              | Match               | Score | Compétition                     |
| 7 septembre 2002 | Vienne Autriche   | Autriche - Moldavie | 2 - 0 | Qualifications pour l'Euro 2004 |
| 7 juin 2003      | Tiraspol Moldavie | Moldavie - Autriche | 1 - 0 | Qualifications pour l'Euro 2004 |
| 9 octobre 2014   | Chișinău Moldavie | Moldavie - Autriche | 1 - 2 | Qualifications pour l'Euro 2016 |
| 5 septembre 2015 | Vienne Autriche   | Autriche - Moldavie | 1 - 0 | Qualifications pour l'Euro 2016 |

Bilan
- Total de matchs disputés : 4
- Victoires de l'équipe de Moldavie : 1
- Matchs nuls : 0
- Victoires de l'équipe d'Autriche : 3
- Total de buts marqués par l'équipe de Moldavie : 2
- Total de buts marqués par l'équipe d'Autriche : 5

## C

### Chypre
| Date         | Lieu           | Match             | Score | Compétition  |
| 10 août 2011 | Nicosie Chypre | Chypre - Moldavie | 3 - 2 | Match amical |

Bilan
- Total de matchs disputés : 1
- Victoires de l'équipe de Moldavie : 0
- Matchs nuls : 0
- Victoires de l'équipe de Chypre : 1
- Total de buts marqués par l'équipe de Moldavie : 2
- Total de buts marqués par l'équipe de Chypre : 3

### Croatie
| Date        | Lieu           | Match              | Score | Compétition  |
| 24 mai 2008 | Rijeka Croatie | Croatie - Moldavie | 1 - 0 | Match amical |

Bilan
- Total de matchs disputés : 1
- Victoires de l'équipe de Moldavie : 0
- Matchs nuls : 0
- Victoires de l'équipe de Croatie : 1
- Total de buts marqués par l'équipe de Moldavie : 0
- Total de buts marqués par l'équipe de Croatie : 1

## E

### Émirats arabes unis
| Date        | Lieu          | Match                          | Score | Compétition  |
| 29 mai 2010 | Anif Autriche | Moldavie - Émirats arabes unis | 2 - 3 | Match amical |

Bilan
- Total de matchs disputés : 1
- Victoires de l'équipe de Moldavie : 0
- Matchs nuls : 0
- Victoires de l'équipe des Émirats arabes unis : 1
- Total de buts marqués par l'équipe de Moldavie : 2
- Total de buts marqués par l'équipe des Émirats arabes unis : 3

### Estonie

#### Confrontations
Confrontations entre l'Estonie et la Moldavie en matchs officiels :
|   | Date             | Lieu                  | Match              | Score | Compétition                         |
| 1 | 20 août 1998     | Kohtla-Järve, Estonie | Estonie - Moldavie | 0-1   | Match amical                        |
| 2 | 25 avril 2001    | Chișinău, Moldavie    | Moldavie - Estonie | 0-0   | Match amical                        |
| 3 | 21 août 2002     | Tallinn, Estonie      | Estonie - Moldavie | 1-0   | Match amical                        |
| 4 | 18 février 2004  | Mdina, Malte          | Estonie - Moldavie | 1-0   | Tournoi international de Malte 2004 |
| 5 | 18 novembre 2008 | Tallinn, Estonie      | Estonie - Moldavie | 1-0   | Match amical                        |

#### Bilan
| Rang | Équipe   | Pts | J | G | N | P | Bp | Bc | Diff |
| ---- | -------- | --- | - | - | - | - | -- | -- | ---- |
| 1    | Estonie  | 10  | 5 | 3 | 1 | 1 | 3  | 1  | +2   |
| 2    | Moldavie | 4   | 5 | 1 | 1 | 3 | 1  | 3  | -2   |

### États-Unis
| Date          | Lieu                    | Match                 | Score | Compétition  |
| 16 avril 1994 | Jacksonville États-Unis | États-Unis - Moldavie | 1 - 1 | Match amical |
| 20 avril 1994 | Charlotte États-Unis    | États-Unis - Moldavie | 3 - 0 | Match amical |

Bilan
- Total de matchs disputés : 2
- Victoires de l'équipe de Moldavie : 0
- Matchs nuls : 1
- Victoires de l'équipe des États-Unis : 1
- Total de buts marqués par l'équipe de Moldavie : 1
- Total de buts marqués par l'équipe des États-Unis : 4

## F

### France
| Date             | Lieu              | Match             | Score | Compétition                     |
| 22 mars 2019     | Chișinău Moldavie | Moldavie - France | 1 - 4 | Qualifications pour l'Euro 2020 |
| 14 novembre 2019 | France            | France - Moldavie | 2-1   | Qualifications pour l'Euro 2020 |

Bilan
- Total de matchs disputés : 2
- Victoires de l'équipe de Moldavie : 0
- Matchs nuls : 0
- Victoires de l'équipe de France : 2
- Total de buts marqués par l'équipe de Moldavie : 2
- Total de buts marqués par l'équipe de France : 6

## G

### Géorgie
| Date              | Lieu              | Match              | Score | Compétition                        |
| 2 juillet 1991    | Chișinău Moldavie | Moldavie - Géorgie | 2 - 4 | Match amical                       |
| 7 septembre 1994  | Tbilissi Géorgie  | Géorgie - Moldavie | 0 - 1 | Qualifications Euro 1996           |
| 15 novembre 1995  | Chișinău Moldavie | Moldavie - Géorgie | 3 - 2 | Qualifications Euro 1996           |
| 7 juin 1997       | Batoumi Géorgie   | Géorgie - Moldavie | 2 - 0 | Qualifications Coupe du monde 1998 |
| 24 septembre 1997 | Chișinău Moldavie | Moldavie - Géorgie | 0 - 1 | Qualifications Coupe du monde 1998 |
| 12 février 2003   | Tbilissi Géorgie  | Géorgie - Moldavie | 2 - 2 | Match amical                       |
| 18 août 2004      | Tiraspol Moldavie | Moldavie - Géorgie | 1 - 0 | Match amical                       |
| 27 février 2006   | Ta'Qali Malte     | Moldavie - Géorgie | 5 - 1 | Match amical                       |
| 6 juin 2009       | Tbilissi Géorgie  | Géorgie - Moldavie | 1 - 2 | Match amical                       |
| 11 août 2010      | Chișinău Moldavie | Moldavie - Géorgie | 0 - 0 | Match amical                       |
| 11 novembre 2011  | Tbilissi Géorgie  | Géorgie - Moldavie | 2 - 0 | Match amical                       |

Bilan
- Total de matchs disputés : 11
- Victoires de l'équipe de Moldavie : 5
- Matchs nuls : 2
- Victoires de l'équipe de Géorgie : 4
- Total de buts marqués par l'équipe de Moldavie : 16
- Total de buts marqués par l'équipe de Géorgie : 15

### Grèce
| Date            | Lieu    | Match            | Score | Compétition                           |
| 11 octobre 2020 | Athènes | Gréce - Moldavie | 2 - 0 | Ligue des nations de l'UEFA 2020-2021 |

Bilan
- Total de matchs disputés : 1
- Victories de l'équipe de Grèce : 2
- Matchs nuls : 0
- Victories de l'équipe de Molvadie : 0
- Total de buts marqués par l'équipe de Moldavie : 0
- Total de buts marqués par l'équipe de Grèce : 2

## I

### Indonésie
| Date            | Lieu         | Match                | Score | Compétition  |
| 30 octobre 1996 | Gênes Italie | Moldavie - Indonésie | 2 - 1 | Match amical |

Bilan
- Total de matchs disputés : 1
- Victoires de l'équipe de Moldavie : 1
- Matchs nuls : 0
- Victoires de l'équipe d'Indonésie : 0
- Total de buts marqués par l'équipe de Moldavie : 2
- Total de buts marqués par l'équipe d'Indonésie : 1

### Irlande du Nord
| Date             | Lieu                    | Match                      | Score | Compétition                     |
| 18 novembre 1998 | Belfast Irlande du Nord | Irlande du Nord - Moldavie | 2 - 2 | Qualifications pour l'Euro 2000 |
| 31 mars 1999     | Chișinău Moldavie       | Moldavie - Irlande du Nord | 0 - 0 | Qualifications pour l'Euro 2000 |

Bilan
- Total de matchs disputés : 2
- Victoires de l'équipe de Moldavie : 0
- Matchs nuls : 2
- Victoires de l'équipe d'Irlande du Nord : 0
- Total de buts marqués par l'équipe de Moldavie : 2
- Total de buts marqués par l'équipe d'Irlande du Nord : 2

### Italie
| Date             | Lieu              | Match             | Score | Compétition                                |
| 5 octobre 1996   | Chișinău Moldavie | Moldavie - Italie | 1 - 3 | Qualifications pour la Coupe du monde 1998 |
| 29 mars 1997     | Trieste Italie    | Italie - Moldavie | 3 - 0 | Qualifications pour la Coupe du monde 1998 |
| 8 septembre 2004 | Chișinău Moldavie | Moldavie - Italie | 0 - 1 | Qualifications pour la Coupe du monde 2006 |
| 12 octobre 2005  | Lecce Italie      | Italie - Moldavie | 2 - 1 | Qualifications pour la Coupe du monde 2006 |

Bilan
- Total de matchs disputés : 4
- Victoires de l'équipe de Moldavie : 0
- Matchs nuls : 0
- Victoires de l'équipe d'Italie : 4
- Total de buts marqués par l'équipe de Moldavie : 2
- Total de buts marqués par l'équipe d'Italie : 9

## J

### Jordanie

#### Confrontations
Confrontations entre la Jordanie et la Moldavie en matchs officiels :
|   | Date            | Lieu            | Match               | Score | Compétition  |
| 1 | 11 février 2002 | Ta' Qali, Malte | Moldavie - Jordanie | 2-0   | Match amical |

#### Bilan
| Rang | Équipe   | Pts | J | G | N | P | Bp | Bc | Diff |
| ---- | -------- | --- | - | - | - | - | -- | -- | ---- |
| 1    | Moldavie | 3   | 1 | 1 | 0 | 0 | 2  | 0  | +2   |
| 2    | Jordanie | 0   | 1 | 0 | 0 | 1 | 0  | 2  | -2   |

## K

### Kirghizistan
| Date         | Lieu              | Match                   | Score | Compétition  |
| 14 juin 2013 | Tiraspol Moldavie | Moldavie - Kirghizistan | 2 - 1 | Match amical |

Bilan
- Total de matchs disputés : 1
- Victoires de l'équipe de Moldavie : 1
- Matchs nuls : 0
- Victoires de l'équipe du Kirghizistan : 0
- Total de buts marqués par l'équipe de Moldavie : 2
- Total de buts marqués par l'équipe du Kirghizistan : 1

## L

### Liechtenstein
| Date             | Lieu                | Match                    | Score | Compétition                     |
| 15 novembre 2014 | Chișinău Moldavie   | Moldavie - Liechtenstein | 0 - 1 | Qualifications pour l'Euro 2016 |
| 14 juin 2015     | Vaduz Liechtenstein | Liechtenstein - Moldavie | 1 - 1 | Qualifications pour l'Euro 2016 |

Bilan
- Total de matchs disputés : 2
- Victoires de l'équipe de Moldavie : 0
- Matchs nuls : 1
- Victoires de l'équipe du Liechtenstein : 1
- Total de buts marqués par l'équipe de Moldavie : 1
- Total de buts marqués par l'équipe du Liechtenstein : 2

## M

### Monténégro
| Date             | Lieu                  | Match                 | Score | Compétition                                                        |
| 22 mars 2013     | Chișinău, Moldavie    | Moldavie - Monténégro | 0 - 1 | Qualifications pour la Coupe du monde 2014 (Zone Europe, groupe H) |
| 15 octobre 2013  | Podgorica, Monténégro | Monténégro - Moldavie | 2 - 5 | Qualifications pour la Coupe du monde 2014 (Zone Europe, groupe H) |
| 8 septembre 2014 | Podgorica, Monténégro | Monténégro - Moldavie | 2 - 0 | Qualifications pour l'Euro 2016                                    |
| 8 septembre 2015 | Chișinău, Moldavie    | Moldavie - Monténégro | 0 - 2 | Qualifications pour l'Euro 2016                                    |

Bilan
- Total de matchs disputés : 4
- Victoires de l'équipe de Moldavie : 1
- Matchs nuls : 0
- Victoires de l'équipe du Monténégro : 3
- Total de buts marqués par l'équipe de Moldavie : 5
- Total de buts marqués par l'équipe du Monténégro : 7

## P

### Pakistan
| Date         | Lieu           | Match               | Score | Compétition  |
| 18 août 1992 | Amman Jordanie | Pakistan - Moldavie | 0 - 5 | Match amical |

Bilan
- Total de matchs disputés : 1
- Victoires de l'équipe de Moldavie : 1
- Matchs nuls : 0
- Victoires de l'équipe du Pakistan : 0
- Total de buts marqués par l'équipe de Moldavie : 5
- Total de buts marqués par l'équipe du Pakistan : 0

### Pays-Bas
| Date            | Lieu               | Match               | Score | Compétition                     |
| 2 avril 2003    | Tiraspol Moldavie  | Moldavie - Pays-Bas | 1 - 2 | Qualifications pour l'Euro 2004 |
| 11 octobre 2003 | Eindhoven Pays-Bas | Pays-Bas - Moldavie | 5 - 0 | Qualifications pour l'Euro 2004 |
| 8 octobre 2010  | Chișinău Moldavie  | Moldavie - Pays-Bas | 0 - 1 | Qualifications pour l'Euro 2012 |
| 7 octobre 2011  | Rotterdam Pays-Bas | Pays-Bas - Moldavie | 1 - 0 | Qualifications pour l'Euro 2012 |

Bilan
- Total de matchs disputés : 4
- Victoires de l'équipe de Moldavie : 0
- Matchs nuls : 0
- Victoires de l'équipe des Pays-Bas : 4
- Total de buts marqués par l'équipe de Moldavie : 1
- Total de buts marqués par l'équipe des Pays-Bas : 9

### Pologne
| Date              | Lieu                                | Match              | Score | Compétition                                                |
| 10 novembre 1996  | Katowice Pologne                    | Pologne - Moldavie | 2 - 1 | Qualifications Coupe du monde 1998                         |
| 7 octobre 1997    | Chișinău Moldavie                   | Moldavie - Pologne | 0 - 3 | Qualifications Coupe du monde 1998                         |
| 5 février 2011    | Vila Real de Santo António Portugal | Pologne - Moldavie | 1 - 0 | Match amical                                               |
| 11 septembre 2012 | Wrocław Pologne                     | Pologne - Moldavie | 2 - 0 | Qualifications Coupe du monde 2014 (Zone Europe, groupe H) |
| 7 juin 2013       | Chișinău Moldavie                   | Moldavie - Pologne | 1 - 1 | Qualifications Coupe du monde 2014 (Zone Europe, groupe H) |
| 20 janvier 2014   | Abou Dabi Émirats arabes unis       | Moldavie - Pologne | 0 - 1 | Match amical                                               |

Bilan
- Total de matchs disputés : 6
- Victoires de l'équipe de Moldavie : 0
- Matchs nuls : 1
- Victoires de l'équipe de Pologne : 5
- Total de buts marqués par l'équipe de Moldavie : 2
- Total de buts marqués par l'équipe de Pologne : 10

### Portugal
| Date         | Lieu          | Match               | Score | Compétition  |
| 15 août 2001 | Faro Portugal | Portugal - Moldavie | 3 - 0 | Match amical |

Bilan
- Total de matchs disputés : 1
- Victoires de l'équipe de Moldavie : 0
- Matchs nuls : 0
- Victoires de l'équipe du Portugal : 1
- Total de buts marqués par l'équipe de Moldavie : 0
- Total de buts marqués par l'équipe du Portugal : 3

## R

### Russie
| Date            | Lieu               | Match             | Score | Compétition                     |
| 4 juin 2000     | Chișinău Moldavie  | Moldavie - Russie | 0 - 1 | Match amical                    |
| 12 octobre 2014 | Moscou, Russie     | Russie - Moldavie | 1 - 1 | Qualifications pour l'Euro 2016 |
| 9 octobre 2015  | Chișinău, Moldavie | Moldavie - Russie | 1 - 2 | Qualifications pour l'Euro 2016 |

Bilan
- Total de matchs disputés : 3
- Victoires de l'équipe de Moldavie : 0
- Matchs nuls : 1
- Victoires de l'équipe de Russie : 2
- Total de buts marqués par l'équipe de Moldavie : 2
- Total de buts marqués par l'équipe de Russie : 4

## S

### Salvador
| Date        | Lieu              | Match               | Score | Compétition  |
| 27 mai 2012 | Dallas États-Unis | Salvador - Moldavie | 2 - 0 | Match amical |

Bilan
- Total de matchs disputés : 1
- Victoires de l'équipe de Moldavie : 0
- Matchs nuls : 0
- Victoires de l'équipe du Salvador : 1
- Total de buts marqués par l'équipe de Moldavie : 0
- Total de buts marqués par l'équipe du Salvador : 2

### Slovaquie
| Date             | Lieu              | Match                | Score | Compétition                                |
| 6 février 2000   | Larnaca Chypre    | Moldavie - Slovaquie | 2 - 0 | Match amical                               |
| 7 octobre 2000   | Chișinău Moldavie | Moldavie - Slovaquie | 0 - 1 | Qualifications pour la Coupe du monde 2002 |
| 5 septembre 2001 | Trenčín Slovaquie | Slovaquie - Moldavie | 4 - 2 | Qualifications pour la Coupe du monde 2002 |

Bilan
- Total de matchs disputés : 3
- Victoires de l'équipe de Moldavie : 1
- Matchs nuls : 0
- Victoires de l'équipe de Slovaquie : 2
- Total de buts marqués par l'équipe de Moldavie : 4
- Total de buts marqués par l'équipe de Slovaquie : 5

### Soudan
| Date         | Lieu           | Match             | Score | Compétition  |
| 20 août 1992 | Amman Jordanie | Soudan - Moldavie | 1 - 2 | Match amical |

Bilan
- Total de matchs disputés : 1
- Victoires de l'équipe de Moldavie : 1
- Matchs nuls : 0
- Victoires de l'équipe du Soudan : 0
- Total de buts marqués par l'équipe de Moldavie : 2
- Total de buts marqués par l'équipe du Soudan : 1

### Suède
| Date            | Lieu                          | Match            | Score | Compétition                                |
| 28 mars 2001    | Chișinău Moldavie             | Moldavie - Suède | 0 - 2 | Qualifications pour la Coupe du monde 2002 |
| 6 juin 2001     | Göteborg Suède                | Suède - Moldavie | 6 - 0 | Qualifications pour la Coupe du monde 2002 |
| 29 mars 2011    | Solna Suède                   | Suède - Moldavie | 2 - 1 | Qualifications pour l'Euro 2012            |
| 3 juin 2011     | Chișinău Moldavie             | Moldavie - Suède | 1 - 4 | Qualifications pour l'Euro 2012            |
| 17 janvier 2014 | Abou Dabi Émirats arabes unis | Moldavie - Suède | 1 - 2 | Match amical                               |
| 27 mars 2015    | Chișinău Moldavie             | Moldavie - Suède | 0 - 2 | Qualifications pour l'Euro 2016            |
| 12 octobre 2015 | Solna Suède                   | Suède - Moldavie | 2 - 0 | Qualifications pour l'Euro 2016            |

Bilan
- Total de matchs disputés : 7
- Victoires de l'équipe de Moldavie : 0
- Matchs nuls : 0
- Victoires de l'équipe de Suède : 7
- Total de buts marqués par l'équipe de Moldavie : 3
- Total de buts marqués par l'équipe de Suède : 20

### Suisse
| Date           | Lieu              | Match             | Score | Compétition                                |
| 28 mars 2009   | Chișinău Moldavie | Moldavie - Suisse | 0 - 2 | Qualifications pour la Coupe du monde 2010 |
| 1er avril 2009 | Genève Suisse     | Suisse - Moldavie | 2 - 0 | Qualifications pour la Coupe du monde 2010 |

Bilan
- Total de matchs disputés : 2
- Victoires de l'équipe de Moldavie : 0
- Matchs nuls : 0
- Victoires de l'équipe de Suisse : 2
- Total de buts marqués par l'équipe de Moldavie : 0
- Total de buts marqués par l'équipe de Suisse : 4

## V

### Venezuela
| Date        | Lieu                     | Match                | Score | Compétition  |
| 24 mai 2012 | Ciudad Guayana Venezuela | Venezuela - Moldavie | 4 - 0 | Match amical |

Bilan
- Total de matchs disputés : 1
- Victoires de l'équipe de Moldavie : 0
- Matchs nuls : 0
- Victoires de l'équipe du Venezuela : 1
- Total de buts marqués par l'équipe de Moldavie : 0
- Total de buts marqués par l'équipe du Venezuela : 4